# Menhir du Grésil
Le menhir du Grésil, appelé aussi menhir de la Gazelle, est un menhir situé à Vaudelnay, dans le département français de Maine-et-Loire.

## Protection
L'édifice est inscrit au titre des monuments historiques en 1967.

## Description
Le menhir est en grès à noyaux de silex du Bathonien. Il mesure 3,75 m de long pour 1,60 m dans sa plus grande largeur et 0,95 m d'épaisseur au maximum. Lors de sa chute, «il a perdu un morceau qui gît à côté».